# Helsingborgs pastorat
Helsingborgs pastorat är ett pastorat i Helsingborgs kontrakt i Lunds stift i Helsingborgs kommun i Skåne län. 
Pastoratet bildades 2014 genom sammanläggning av pastoraten:
- Helsingborgs Maria pastorat
- Helsingborgs Gustav Adolfs pastorat
- Filborna pastorat
- Raus pastorat

Pastoratet består av följande församlingar:
- Helsingborgs Maria församling
- Helsingborgs Gustav Adolfs församling
- Filborna församling som 2022 gick samman med Helsingborgs Gustav Adolfs församling]
- Raus församling

Pastoratskod är 071101